# Westwood (New Jersey)
Westwood è una città degli Stati Uniti d'America, situata nella contea di Bergen, nello Stato del New Jersey.